# Aboubacar Bangoura
Aboubacar Bangoura (1 de janeiro de 1982) é um ex-futebolista profissional guineense que atuava como goleiro.

## Carreira
Aboubacar Bangoura representou o elenco da Seleção Guineana de Futebol no Campeonato Africano das Nações de 2004, 2006 e 2008.